# الحفر
الحفر إحدى قرى محافظة حمص، سوريا تقع جنوبي شرقي حمص على بعد 69 كيلو متر. ترتبط إداريًا بناحية صـدد وتبد عن بلدة صدد مسافة 7 كم جنوبًا.

## الموقع الجغرافي
وهي على بعد 6 كيلو متر من حدود محافظة دمشق، وتفصل بينها وبين العاصمة مسافة 110 كم. غربها يمتد جبل لبنان الشرقي وشرقيها يمتد جبل المدخن. مساحتها تقارب 170كم مربع.
وترتفع عن سطح البحر 995 متر.

## المناخ
مناخها صحراوي وأمطارها قليلة لأن موقعها الطبيعي في نقطة متوسطة في أواخر القلمون.

## التاريخ
كما الثابت أن هذه القرية مغرقة في القدم، يعيد بعضهم عمرها إلى الألف الثاني قبل المسيح (4000 سنة تقريباً) ويستشهدون على ذلك بالأمور التالية:
ا- إن الوادي الكبير الذي تجري سيوله الموسمية عند مربضها شرقاً والمعروف حالياً باسم «وادي الحصى» كان قديماً مجرى لنهر كبير جف بسبب العوامل الطبيعية، ويستدل على ذلك بوجود ترسبات وبقايا جذور الأشجار على حافتيه.
ومن المعروف أن هذه المناطق كانت قديماً مغطاة بالغابات، وحدث المسنون أنه حتى مطلع هذا القرن، كانت الأسود لا تزال تعيش في سفوح التلال الغربية القريبة.
2- إن الساقية التي كانت حتى منتصف الستينات تجري جدولاً رقراقاً يفيض خيراً ورزقاً على الأهالي، والتي كانت سبب بعث الحياة في القرية مرة بعد أخرى، إن هذه الساقية تجري في قناة. رومانية لا زالت قائمة، وهي تمتد مئات الأمتار تحت الأرض جنوباً.
3- في مقال للمؤرخ البحاثة المثلث الرحمات البطريرك أفرام الأول برصوم إشارة إلى أن الحفر هي القرية القديمة المعروفة باسم «ذنبا»، بينما يشير بعضهم إلى أن «ذنبا» هي قرية (مهين) التي تبعد 8 كم للجهة الشرقية. وسواء كان هذا أو ذاك فمن الثابت أن الحفر هي أقدم من مهين.
4- الطريق الرومانية الممتدة من تدمر حتى بعلبك وكانت تمر على التوالي في: القريتين- حوارين- مهين- الحفر- قارة، تم تتفرع إلى طريقين: واحدة إلى بعلبك، والثانية للجهة الجنوبية (دمشق- ريما) ولا تزال آثار من هذه الطريق شواهد ناطقة، والقسم الذي يمرر في "الحفر" معروف باسم " سكة العفاريت.
5- المرتفع الذي يقع على كتف هذه الطريق وهو أيضاً ضمن حدود «الحفر» وفيه آثار لم يقم أحد بإجراء البحوث أو القيام بالحفريات اللازمة عنها ولكن بعض البقايا التي حملها الرعاة والفلاحون من قطع جرار وآجر وبقايا أفران. تؤكد على أن هذا الموقع هو محطة قديمة «كنعانية» ربما لاستقبال القوافل الذاهبة والعائدة بين تدمر وبعلبك.
اسم هذا المرتفع هو «برجونوس» (المعيصرة) وربما كان هذا الاسم رومانياً فيها أثار حوض مياه وقناة لإسالة المياه من الوادي يعتقد أنها كانت محاطة بأشجار الزيتون. تدل على ذلك المعمرة لصنع الدبس..
إن هذا الموقع جدير باهتمام مديرية الآثار علها تنفض الغبار عن حضارة جديدة في بلدنا الذي يغفو مطمئناً فوق صدر التاريخ.
6- الكنيسة الحالية: كنيسة مار برصوم التي أعيد. ترميمها في منتصف القرن التاسع عشر.
إن أساسات هذه البيعة وقسماً من جدرانها، هي بقايا لكنيسة قديمة من أقدم كنائس المنطقة بنيت عام 400 ميلادية، ولا يعرف متى تهدمت.
وتملك الحفر وفي كنيسة مار برصوم فنقيثان (الفنقيث هو كتاب يحتوي على النصوص التعبدية المطولة للكنيسة السريانية.) كتبا في حردين بخط اسقفها فيلكسينوس عام 1483 ثم بيعا إلى النبك 1514 ثم بيعا إلى الحفر 1909عن يد الشماس نعمة الجرجور".
قاعدة الكنيسة والأسس مصممة باتجاه الشرق تماماً بحيث انك إذا أسندت كتفك الأيسر إلى جدارها الشرقي، وتطلعت إلى الأمام وإلى فوق ليلاً ترى نجمة القطب. هكذا كان يريها المعلم للطلبة في الحفر.
وتنتهي حدودها من الجنوب الغربي بآثار مدينة قديمة جدا دارسة ولم يبق منها سوى آثار أساس ولم يعرف لها اسم لحد الآن مرجع تاريخي!!

### في التاريخ المعاصر
في بداية الربع الثاني من القرن التاسع عشر خرج عشرة شبان وأرملة تدعى شاهينة من بلدة صدد إلى موقع الحفر المتوضع تحت مشروع قناة رومانية وأنقاض عبارة عن أكوام ترابية لعلها اللبن المفتت الذي بنيت منه قديماً. وآثار خربة، تبين عند كشفها أنها أساس بنيت عليه جدران مهدمة. كانت تشكل بناء معبد معد ليكون كنيسة، وبدأوا يعملون على إزالة الأتربة وطمي السيول من مجرى الماء وأعادوا تنظيف القناة الرومانية. وبعد جهود جبّارة، تدفقت المياه وسالت في مجراها القديم لتروي الأرض العطشى.....
وعرفوا بعد ذلك باسم «العشرة» كانوا المؤسسين الجدد للقرية الجديدة.
كان «العشرة» مع شاهينة في بادئ الأمر يغادرون صدد صباحاً ويعودون إليها عند الغسق. وحين باشروا بزراعة الأرض وريها، باشروا بذات الوقت في تشييد المنازل وإنشاء الحظائر.
ثم انتقلوا نهائياً مع عائلاتهم إلى «موطنهم» الجديد وتوزعوا الماء والأرض القابلة للري والبناء فيما بينهم بالتساوي.
حيث قسموا الأرض إلى مناطق، وكل منطقة إلى عشر حصص، سموا كل حصة سهماً، فأصاب كل منهم سهماً واحداً من كل منطقة (حوالي القرية)، ثم قسموا الماء إلى عشر حصص وعشرة أيام، فنال كل واحد منهم يوماً كل عشرة أيام.
حصة الماء سميت «عدّان» وكانوا يقولون عن الذي يملك حصة كاملة: له نهار ماء.
في مطلع العام 1860 كانت القرية قد أصبحت تضم العشرات، وشعر الأهالي- مدفوعين بتقواهم وإيمانهم- أنهم بحـاجة إلى الخدمات الروحية التي كانوا مضطرين إلى الذهاب إلى صدد لتأمين بعضها.
فاستثاروا همم بعضهم البعض، وأخذوا يتناقشون ويتدارسون موضوع بناء كنيسة. ودفعتهم روحهم العالية وقلوبهم الطاهرة إلى إعادة تشييد الكنيسة في موقعهما التاريخي وعلى هيكلها السابق. وكان ذلك بحد ذاته تحدياً كبيراً وبطولة رائعة، فحدود الكنيسة القديمة كبيرة جداً بالنسبة لعدد السكان يومئذ- (طولها 23 متراً، وعرضها 10 م تقريباً).
كان لإنجاز العمل ملحمة رائعة، فخلال أربع سنوات ونيف (1862- 1866) جند كل الأهالي أنفسهم لأداء أعمال البناء الصعبة، كانوا كلهم رجالاً ونساءً، أطفالاً وشيوخاً يـؤدون أعمالا مختلفة، كل حسب طاقته.
وحين استقامت الجدران (سماكة كل جدار من 100 - 125 سم والدعامات تزيد عن مترين لكل ضلع كان السقف هو المشكلة الصعبة.
فالسقف يجب أن ينشأ بطريقة «العقد» وهو أسلوب هندسي قديم، وتنفيذه يتطلب صاحب اختصاص، فاستقدموا معلماً لهذا الطراز من حمص، وكان هو العامل الوحيد الذي استعانوا به من خارج القرية ودفعوا له أتعاباً نقدية.كان هيكل القالب يتطلب المئات من أشجار الحور الكبيرة والمتينة.
وكانت سلسلة الجنائن من رأس العين وحتى آخر البساتين مزروعة بأشجار الحور التي أصبحت بعد ثلاثين سنة تقريباً تناطح السحاب شموخاً وارتفاعاً.
وتنازل كل فرد عن كل شجرة مغروسة في أرضه دون مقابل. وتم تفويض المعلم بأن يذهب إلى مجرى الماء منذ أوله وحتى آخره، وأن ينتقي الأغراس التي تفي بالغرض ليتم قطعها ونقلها إلى موقع العمل.
كل فرد في القرية تبرع بما تمكن من التبرع به: المال، المواد العينية، والجهد والوقت...
وتم إنشاء الكنيسة بمعجزة، وتنازل الأهلون عن أجزاء من ملكهم وأوقفوا للكنيسة «عداناً»، وتوالى على الخدمة الروحية منذ العام 1866 وحتى اليوم:
عشرة أساقفة
جموع غفيرة استقبلت البطريرك زكا الأول عيواص في باحة كنيسة مار برصوم - 1982
يعتبر غالبية شعبها من المثقفين، حيث لا يكاد يخلو بيت من جامعي أو مثقف.
يعيش شعبها على اعادات بعض التقاليد الصحراويه الموروثه.....
وهي واحدة من بضعة قرى مسيحية بالكامل.... وغالبيتهم من السريان... يتكلم بعض اهلها اللغة السريانيه التي تعتبر لغة السيد المسيح.

## كنائس الحفر
هناك ثلاث كنائس في قرية الحفر
1. كنيسة مار برصوم
2. كنيسة البروتستانت
3. كنيسة التجلي